# Jo van Dijk
Johan Louis van Dijk, noto come Jo van Dijk (Amsterdam, 20 luglio 1912 – Sint Annaparochie, 4 maggio 1988), è stato un attivista per i diritti delle persone omosessuali olandese.

## Biografia
Fu uno dei fondatori dello Shakespeareclub, in seguito denominato Centro di Cultura e Svago (Nederlandse Vereniging tot Integratie van Homoseksualiteit COC). Nel 1946 mise a disposizione dell'associazione il proprio nome e numero di conto corrente. Fu l'unico redattore a comparire sulla rivista con il suo vero nome – all'epoca, il solo sospetto di omosessualità era sufficiente a compromettere la carriera e il percorso sociale di una persona. Inizialmente fu tesoriere e fino al 1953 fece parte del comitato direttivo del COC.
Lavorò nell'hotel di Amsterdam del suo compagno Gé Louman, con cui visse per 34 anni. Quando Louman morì senza lasciare disposizioni testamentarie, si ritrovò in strada senza un soldo. Si trasferì in una casa di riposo in Frisia, dove morì nel 1988 all’età di 75 anni.